# Groot hoefblad
Groot hoefblad (Petasites hybridus) is een overblijvende tweehuizige plant uit het geslacht hoefblad uit de composietenfamilie (Asteraceae). De onder meer in België en Nederland voorkomende plant heeft zeer grote bladeren en groeit op vochtige en voedselrijke plaatsen. 
De rozeachtige bloemhoofdjes staan in een aar die eind maart voor het blad uit de wortelstok tevoorschijn komt. Pas daarna ontwikkelen zich de tot een meter grote bladeren. De vrouwelijke aar heeft na uitgroei vooral bij de vrouwelijke planten een lange steel met kleine paarse blaadjes. De mannelijke bloeiwijze is meer knotsvormig. Verspreiding van de plant gebeurt vooral door afgebroken delen van de wortelstok.
Groot hoefblad is een opvallend veel ruimte in beslag nemende plant. De soort heeft lange wortelstokken en is daardoor lastig te verwijderen. Ze wordt daarom in de volksmond wel 'allemansverdriet' genoemd.

## Geschiedenis
In de middeleeuwen werd groot hoefblad Filiae ante Patrem genoemd, hetgeen betekent dat de dochters (de bloemen) voor de vader (de bladeren) tevoorschijn komen.

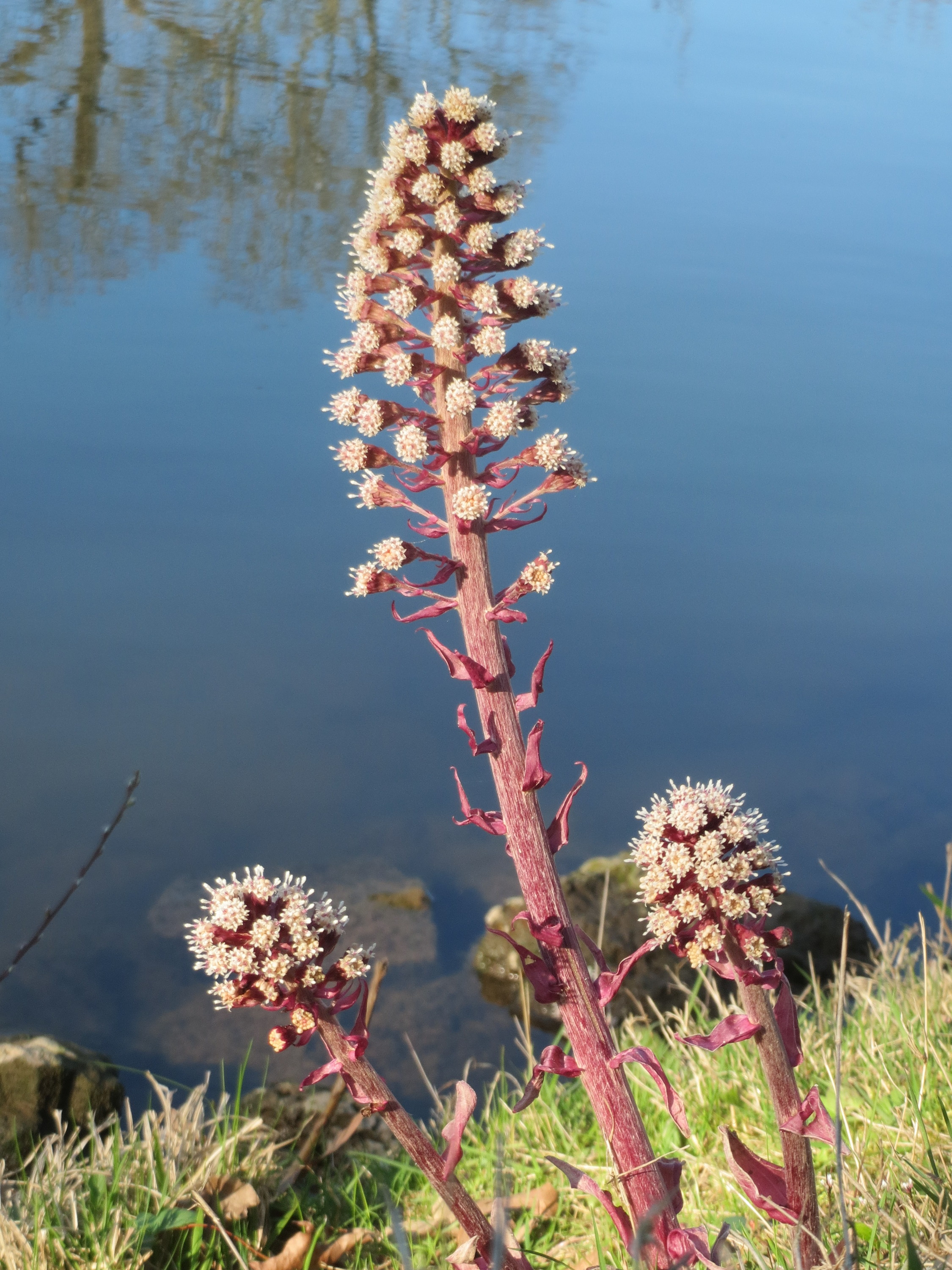
Bloeiwijze
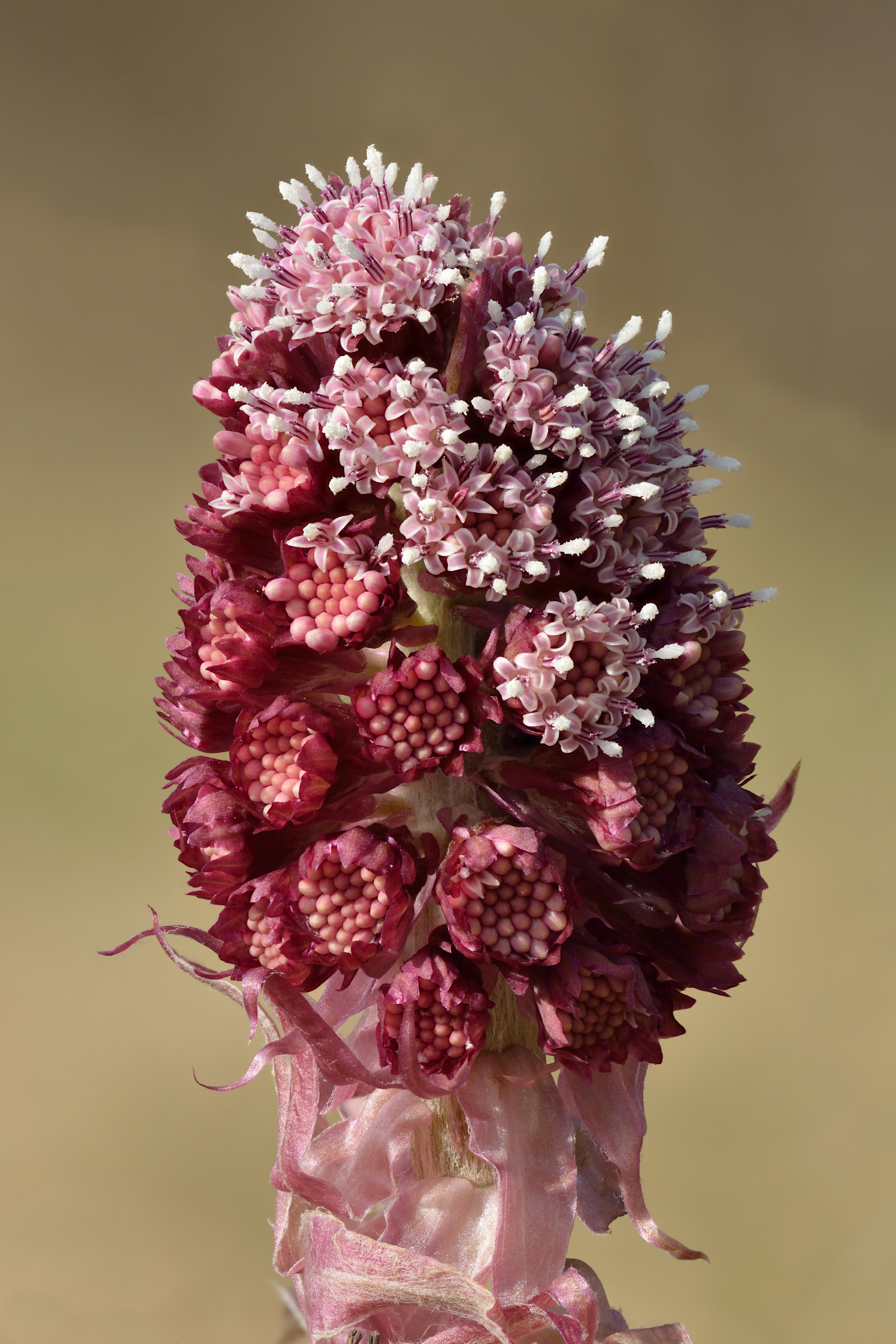
Bloeiwijze
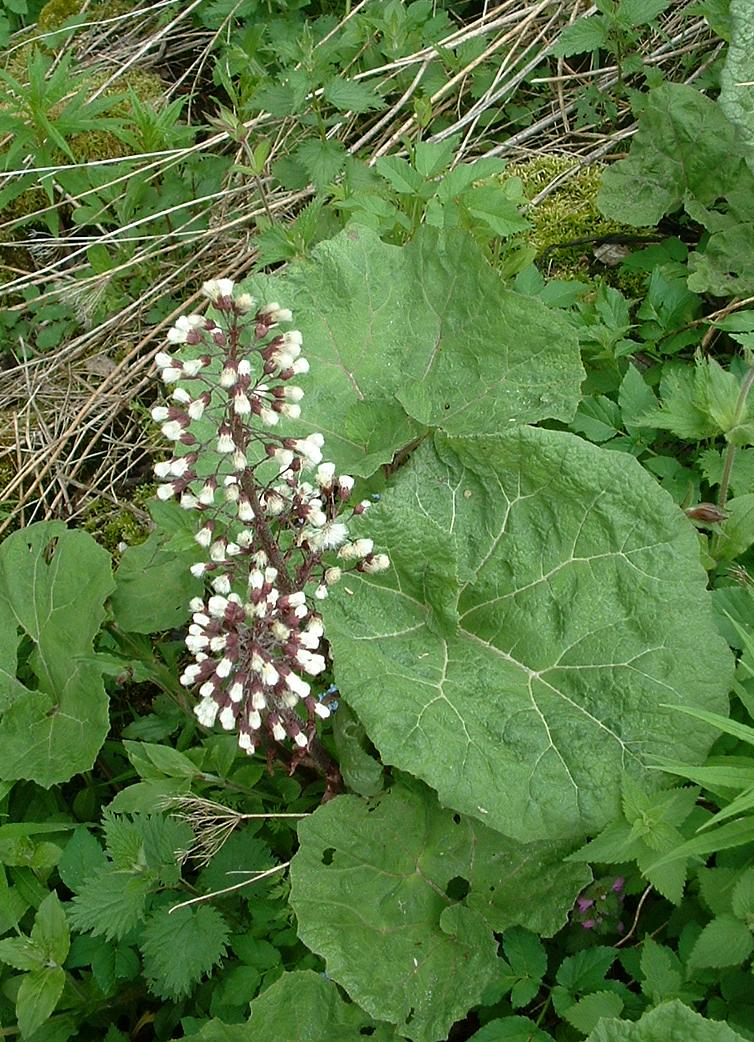
Vruchten
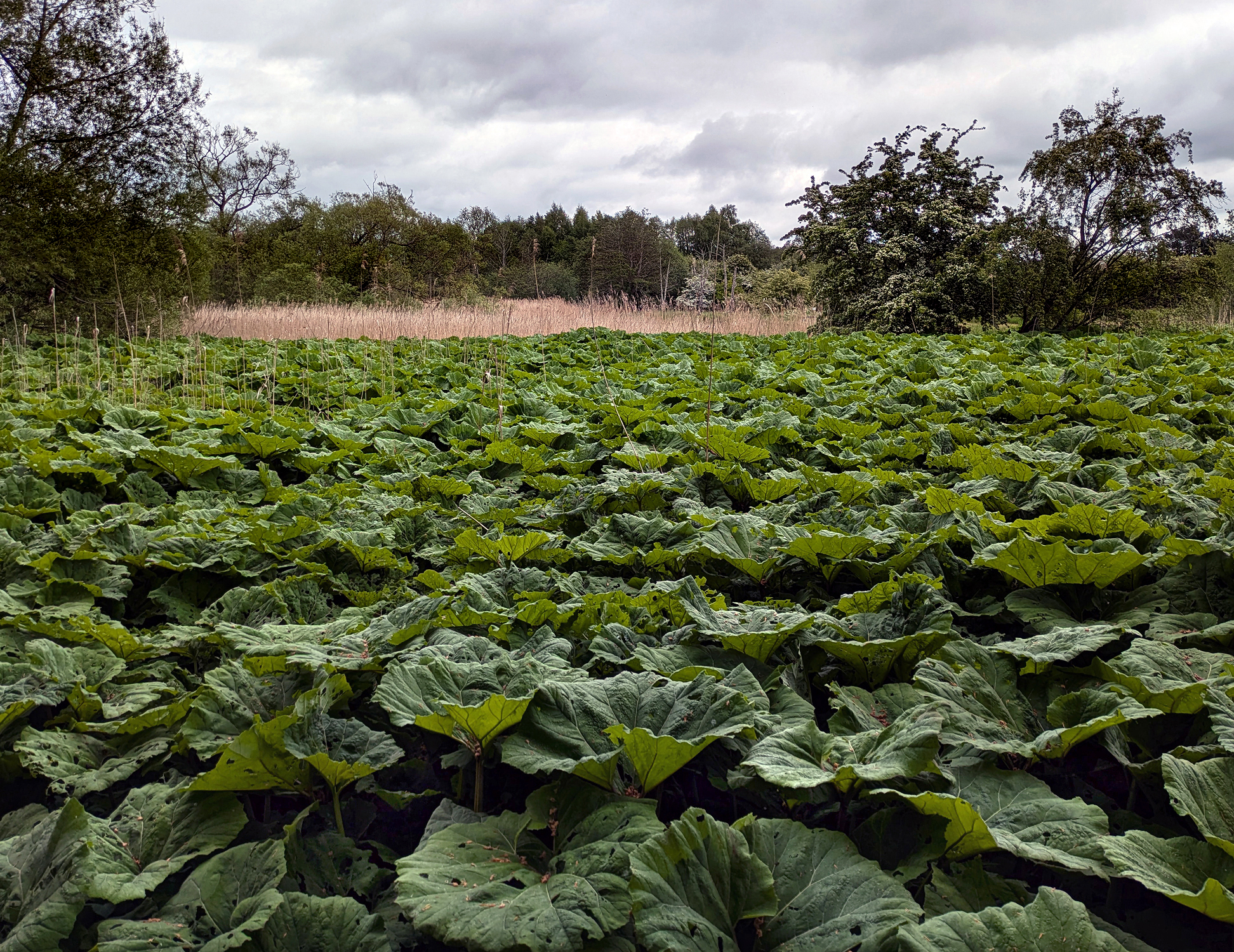
Groot hoefblad in Ystad eind mei 2025.